# G 196-3
G 196-3 är en dubbelstjärna i mellersta delen av stjärnbilden Stora björnen. Den har en skenbar magnitud av ca 13,3 och kräver ett kraftfullt teleskop för att kunna observeras. Baserat på parallax enligt Gaia Data Release 2 på ca 45,86 mas beräknas den befinna sig på ett avstånd av 71,1 ljusår (ca 21,8 parsec) från solen. Den rör sig närmare solen med en heliocentrisk radialhastighet av ca -1,5 km/s.

## Observation
Under observationer av Instituto de Astrofísica de Canarias på Teneriffa, Spanien 1998, upptäcktes ett substellärt objekt som kretsade kring stjärnan på ett avstånd av ca 300 astronomiska enheter (AE). Det upptäcktes med hjälp av direkt bildbehandling.

## Egenskaper
Primärstjärnan G 196-3A är en röd dvärgstjärna av spektralklass M3 V. Den har en radie av ca 0,51 solradier och utsänder energi från dess fotosfär motsvarande ca 0,043 gånger solen vid en effektiv temperatur av ca 3 700 K.

## Substellärt objekt
Observationer av det substellära objektet utfördes den 25 januari 1998 där en svagt röd följeslagare fanns 16,2 bågsekunder sydväst om stjärnan. En jämförelse av bilder, tagna vid olika våglängder gjorda med hjälp av spektroskopi med låg mellanupplösning, bekräftade närvaron av ett substellärt objekt som gavs namnet G 196-3B. Ytterligare observationer bekräftade upptäckten när Rafael Rebolos team erhöll R & I bredbandsfotometri den 19 mars 1998. TCS-teleskopet visade dess mycket kalla natur i nära infrarött (K-band). Jämförelsen av de optiska och infraröda magnituderna inkluderande stoftkondensering har gjort det möjligt för astronomer att dra slutsatsen att det substellära objektet har en massa av ca 25 jupitermassor. Detta var den andra upptäckten av en brun dvärg som hittades vid en stjärna med låg massa vars ålder är relativt låg. Separationen av stjärnan och det substellära objektet har antytt att båda var delar av ett fragment från ett kollapsande moln även om ett annat möjligt scenario tyder på att det härstammar från en försvunnen protoplanetarisk skiva.
| Planet | Massa       | Halv storaxel (AE) | Siderisk omloppstid (d) | Excentricitet | Inklination | Radie |
| ------ | ----------- | ------------------ | ----------------------- | ------------- | ----------- | ----- |
| B      | 15 +30−4 MJ | 390                | -                       | -             | -           | -     |